# Berumer Vergleich
Der Berumer Vergleich ist ein am 28. Januar 1600 zwischen dem Grafen Enno III. und dem Hause Rietberg auf Burg Berum abgeschlossener Vertrag, welcher die Vereinigung des Harlingerlandes mit Ostfriesland regelte.

## Hintergrund
Mit dem Tode Balthasars erlosch das im Harlingerland regierende Häuptlingsgeschlecht der Attena und das Harlingerland fiel an das Grafenhaus Rietberg, welches mit den Attena familiär verbunden war. Johann von Rietberg, der Sohn von Balthasars Schwester, übernahm die Herrschaft. Seiner zweiten Tochter Walburg wurde das Harlingerland als Erbe gegeben. Sie heiratete 1581 Graf Enno III. von Ostfriesland. Aus dieser Ehe gingen zwei Töchter hervor, welche durch den Berumer Vergleich zugunsten seines Sohnes aus erster Ehe auf das Harlingerland verzichteten.

## Inhalt
Sabina Catharina und ihre Schwester Agnes traten ihrem Vater im Berumer Vergleich die Herrlichkeiten Esens, Stedesdorf und Wittmund und damit das gesamte Harlingerland ab. Dafür wurde zunächst eine Abfindung in Höhe von 200.000 Talern vereinbart, die später auf 300.000 Reichstaler erhöht wurde. Die ältere Schwester Sabina erhielt darüber hinaus die Grafschaft Rietberg zugesprochen. Am 19. September 1600 wurde der Vertrag von Kaiser Rudolf II., wenig später auch vom Harlinger Lehnsherren Erzherzog Albrecht als Herzog von Geldern bestätigt. Der Berumer Vergleich beendete damit die über vierhundertjährige selbstständige Geschichte des Harlingerlandes.

## Nachwirkungen
Im Jahr 1622 raubten die Mansfelder die 300.000 in Fässer abgepackten Reichstaler, die laut Berumer Vergleich für Agnes bzw. ihren Mann, den Fürst von Liechtenstein bestimmt waren. Die Schulden wurden also nicht bezahlt. Im Jahre 1663 wurden die Forderungen erneuert. Da Ostfriesland unter Fürst Georg Christian nicht zahlen konnte, wurde der Fürstbischof von Münster zum Schuldeneintreiber bestimmt und fiel in Ostfriesland ein. Nur mit Hilfe der Generalstaaten und des Herzogs Eberhard von Württemberg konnten die münsterschen Truppen vertrieben, ein Kompromiss vermittelt und die noch einmal um 200.000 Taler erhöhte Summe aufgetrieben werden.